# 新疆旅遊号
新疆旅遊号（しんきょうりょゆうごう 中国語: 新疆旅游号）または、天山雪蓮号（中国語: 天山雪莲号）、Z69/70次列車（中国語: Z69/70次列车）とは、中華人民共和国北京市と新疆ウイグル自治区（東トルキスタン）ウルムチ市を結ぶ、中国鉄路総公司ウルムチ鉄路局が運行する優等列車である。

## 概要
1969年9月に運行を開始した、北京とウルムチを結ぶ最初の直通列車である。ウルムチ鉄路局ウルムチ客運段北京行き列車チームが担当し、使用車輛は25T系客車である。新疆旅遊号は途中、京広線、石太旅客専用線、太中銀線、包蘭線、干武線、蘭新線を経由し、その経路は北京市、河北省、山西省、陝西省、寧夏回族自治区、甘粛省和新疆ウイグル自治区と5つの省区に跨り、百里風区やゴビ砂漠などの景勝地を通過する。運行距離は3,105kmで、北京直通列車の中でも運行距離の長い列車のひとつである。北京西駅発ウルムチ南駅行き列車の所要時間は32時間09分で、使用される列車番号はZ69次である。ウルムチ南駅発北京西駅行き列車の所要時間は31時間14分で、使用される列車番号はZ70次である。2006年、新疆旅遊号は中国鉄道部から18回目となる「紅旗列車」の称号を授与され、ならびに中国全土から北京、上海、広州へ直通する列車の中から選ばれる、「樹標塑形」（树标塑形）という特別な栄誉を獲得した。

## 歴史

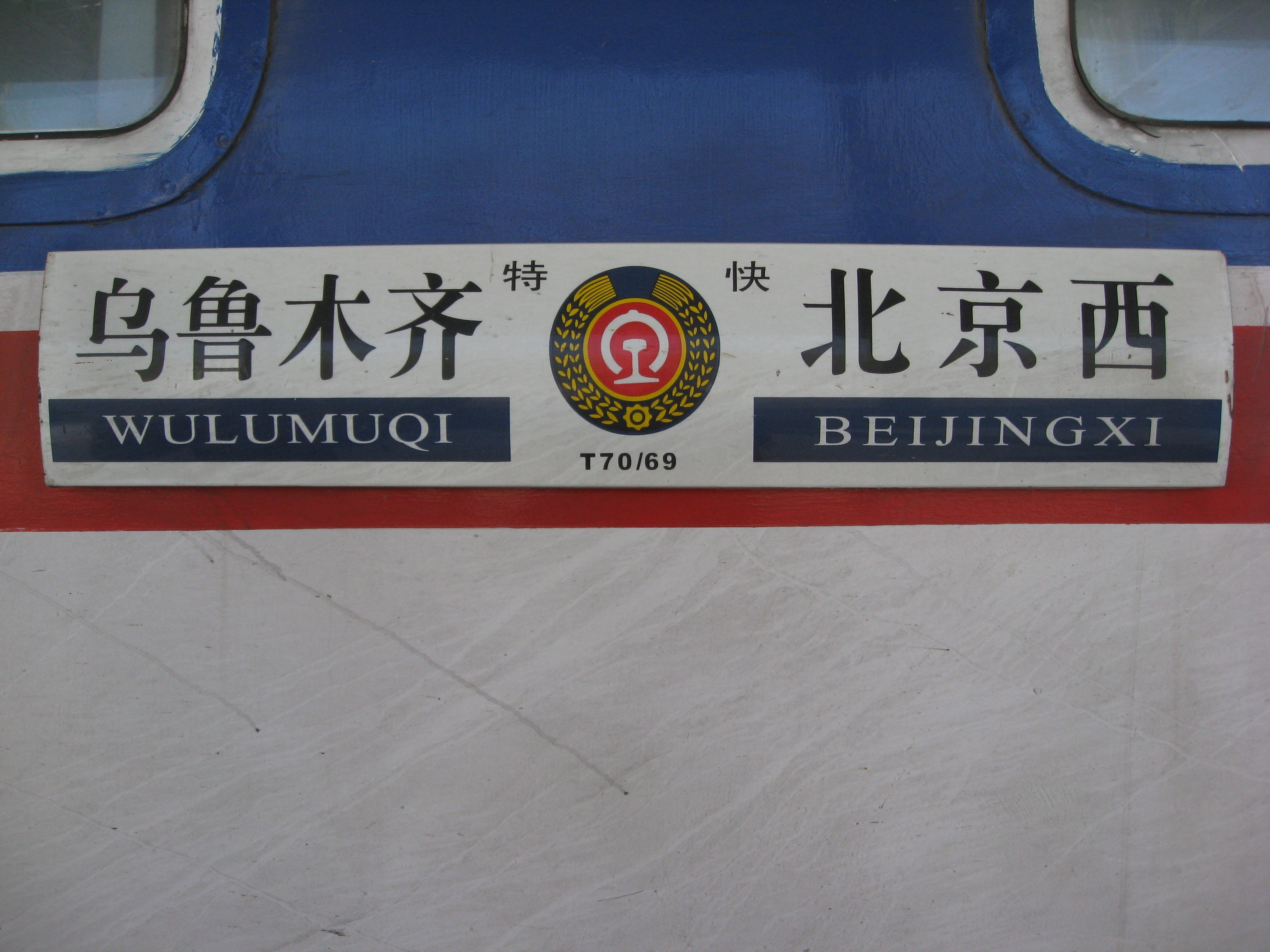
2014年以前の行先標

1963年1月15日、蘭新線全線開通により、ウルムチ駅（現：ウルムチ南駅）と西安駅を結ぶ69/70次直快旅客列車の運行が開始された。1969年9月1日、中国鉄道部が行ったダイヤ改正により、69/70次列車の運行区間が北京まで延長され、北京～ウルムチ間直通旅客列車の運行が開始された。69/70次列車には22系客車が使用され、京広線、隴海線と蘭新線を経由して運行された。その運行距離は3,768kmに及び、片道3泊4日であった。22系客車には空調がない上、69/70次列車の運行距離は長く時間もかかったため、乗客は休息をとることができず、精神障碍を引き起こす者もいた。1981年10月11日のダイヤ改正によって、69/70次列車は直通旅客快車に格上げされ、その後さらに69/70次列車は特別旅客快車に格上げされた。
1997年、中国鉄道部は第一次大提速（ダイヤ改正）を実施し、69/70次列車の運行時間は67.5時間に短縮されたため、北京～ウルムチ間は3日以内に到着できるようになった。1998年10月1日、第二次大提速が行われ、69/70次列車の車輛は空調完備の25G系客車に置き換えられた。この時のダイヤ改正で、69/70次列車の最高運行時速は120kmに達し、運行時間も60時間20分に短縮された。
2000年、中国鉄道部は中国西北部に重点を置いた第三次大提速を実施し、69/70次列車の車輛を25K系客車に置き換え、列車番号をT69/70次に改めた。この時のダイヤ改正で、北京～ウルムチ間の運行時間は47時間56分に短縮された。
2011年1月11日、太中銀線の全線開通により、T69/70次列車の運行経路が石太客運專線、太中銀線、干武線経由に改められ、運行距離が663km短縮された。途中停車駅には新たに石家荘北駅、太原駅、呂梁駅、定辺駅、中衛駅の5つの駅が追加され、代わりに邯鄲駅、安陽駅、新郷駅、鄭州駅、洛陽駅、西安駅、宝鶏駅、天水駅、蘭州駅等の駅には経路変更によって停車しなくなった。太中銀線の全線開通により、北京西～ウルムチ間の運行時間は34時間以内に短縮され、運賃も値下げされた。
2014年9月15日、T69/70次列車の車輛が25T系客車に置き換えられたが、運行時間に変化はなかった。そして2014年12月10日より、T69/70次特快列車はZ69/70次直達特快列車に格上げされ、運行時間の短縮と停車駅変更が行われた。翌2015年2月1日、新疆ウイグル自治区観光局はZ69/70次列車に「新疆旅遊号」（新疆旅游号）の愛称をつけた。新疆ウイグル自治区観光局は今後、上海行きや広州行きの列車などにも愛称をつける予定である。

## 列車編成

### 牽引機
新疆旅遊号は、北京西～中衛間では蘭州鉄路局蘭州機務段所属のHXD3D型電気機関車が牽引し、中衛～南漢ではウルムチ鐵路局ウルムチ機務段所属のHXD1D型電気機関車が牽引する。
| 運行区間                 | 北京西 ↔ 中衛                             | 中衛 ↔ ウルムチ南                                             |
| 機関車 所属 機関士所属駅 | HXD3D型 蘭州鉄路局蘭州機務段 太原、迎水橋 | HXD1D型 ウルムチ鉄路局ウルムチ機務段 嘉峪関、クムル、ウルムチ |

### 客車
新疆旅遊号は運行開始以来、22系客車、25G系客車、25K系客車、25T系客車と4回車輛が変わっており、（2015年）現在使用されているのは25T系客車である。新疆旅遊号は18輛編成で、硬臥車（2等寝台車）12輛、硬座車（2等座席車）3輛，軟臥車（1等寝台車）、食堂車及び荷物車各1輛で構成されている。
乗務員はウルムチ客運段北京行き列車チームが担当している。チームには10個の班が設けられており、ウイグル人、漢民族、カザフ人、オロス人、シベ人等多数の民族から成る510名で構成され、そのうち116名が中国共産党員である。
| 運行区間   | ウルムチ南↔北京西          | ウルムチ南↔北京西          | ウルムチ南↔北京西 | ウルムチ南↔北京西          | ウルムチ南↔北京西 |
| 号車番号   | 1-12                       | 13                         | 14                | 15-17                      | 18                |
| 車輛の種類 | YW25T 硬臥車 （2等寝台車） | RW25T 軟臥車 （1等寝台車） | CA25T 食堂車      | YZ25T 硬座車 （2等座席車） | XL25T 荷物車      |

## 事故
2006年4月9日19時22分、ウルムチ発北京西行きT70次列車が東トルキスタン東部百里風区内の小草湖駅を通過中、猛烈な砂嵐が列車を襲った。現場の風速は秒速41.5mに達したため、車体は猛烈に震動し、21輛の客車のガラス窓が小石によって割れ始めた。そのため列車は緊急停車し、乗務員と乗客は床板を外して窓に打ち付け、硬座車の乗客を寝台車に移動させた。22時05分、列車は時速20kmに徐行しつつ小草湖駅を出発し、その後十三間房駅と紅層駅に臨時停車した。翌10日22時01分、列車はクムル駅に到着した。クムル駅では4時間かけて応急修理が行われ、列車は引き続き北京に向けて出発した。最終的に当該列車は33時間遅れの12日20時06分、北京西駅第3ホームに到着した。乗客下車後、車輛は北京西車輛段に入れられ、100名以上の整備士により4時間かけて、破損されたガラス窓を全て修理し、清掃も完了した。その後、13日午前1時にT69次列車は北京西からウルムチに戻った。なお、今回の事件でけが人は出なかった。

## 時刻表
- 2014年12月現在。

| Z69次 （ウルムチ南行き） | Z69次 （ウルムチ南行き） | Z69次 （ウルムチ南行き） | Z69次 （ウルムチ南行き） | 停車駅         | Z70次 （北京西行き） | Z70次 （北京西行き） | Z70次 （北京西行き） | Z70次 （北京西行き） |
| 走行距離                 | 日数                     | 到着時間                 | 出発時間                 | 停車駅         | 到着時間             | 出発時間             | 日数                 | 走行距離             |
| ------------------------ | ------------------------ | ------------------------ | ------------------------ | -------------- | -------------------- | -------------------- | -------------------- | -------------------- |
| 0                        | 1                        | —                        | 10:00                    | 北京西         | 20:20                | —                    | 2                    | 3161                 |
| 146                      | 1                        | 11:13                    | 11:15                    | 保定           | 18:53                | 18:57                | 2                    | 3015                 |
| 291                      | 1                        | 12:40                    | 13:05                    | 石家荘北       | 17:38                | 17:44                | 2                    | 2870                 |
| 395                      | 1                        | 14:00                    | 14:04                    | 陽泉北         | 16:37                | 16:41                | 2                    | 2766                 |
| 524                      | 1                        | 15:03                    | 15:10                    | 太原南         | 15:21                | 15:33                | 2                    | 2637                 |
| 697                      | 1                        | 16:37                    | 16:40                    | 呂梁           | 13:47                | 13:51                | 2                    | 2464                 |
| 786                      | 1                        | 17:30                    | 17:36                    | 綏徳           | 12:47                | 12:53                | 2                    | 2375                 |
| 1032                     | 1                        | 19:49                    | 19:52                    | 定辺           | 10:50                | 10:52                | 2                    | 2129                 |
| 1263                     | 1                        | 22:38                    | 22:53                    | 中衛           | 08:22                | 08:37                | 2                    | 1898                 |
| 1520                     | 2                        | 02:16                    | 02:22                    | 武威           | 04:59                | 05:05                | 2                    | 1641                 |
| 1594                     | 2                        | 02:55                    | 02:59                    | 金昌           | 04:14                | 04:18                | 2                    | 1567                 |
| 1764                     | 2                        | 04:37                    | 04:43                    | 張掖           | 02:33                | 02:39                | 2                    | 1397                 |
| —                        | 2                        | ↓                        | ↓                        | 清水           | 01:19                | 01:23                | 2                    | 1260                 |
| 1987                     | 2                        | 06:46                    | 06:54                    | 嘉峪関         | 00:19                | 00:32                | 2                    | 1174                 |
| 2119                     | 2                        | 08:02                    | 08:05                    | 玉門           | 22:57                | 23:01                | 1                    | 1042                 |
| 2284                     | 2                        | 09:48                    | 10:04                    | 柳園           | 21:18                | 21:28                | 1                    | 877                  |
| 2605                     | 2                        | 13:02                    | 13:12                    | クムル（ハミ） | 18:08                | 18:20                | 1                    | 556                  |
| 2868                     | 2                        | 15:27                    | 15:33                    | ピチャン       | 15:48                | 15:54                | 1                    | 293                  |
| 3016                     | 2                        | 16:47                    | 16:53                    | トルファン     | 14:28                | 14:34                | 1                    | 145                  |
| 3161                     | 2                        | 18:19                    | —                        | ウルムチ南     | —                    | 13:02                | 1                    | 0                    |

## 脚註
1. 1 2 3  『2013.07 全国铁路旅客列车时刻表』 p45
2. 1 2  “乌鲁木齐客运段：“天山雪莲号”旅客列车全面换新（簡体字中国語）”. 人民网-新疆频道. (2014年9月17日) 2014年11月10日閲覧。
3. ↑  “在Ｔ６９／７０次列车上举办的春节晚会（簡体字中国語）”. 新华网. (2007年2月17日) 2015年11月10日閲覧。
4. ↑  “新疆铁路先进集体：乌鲁木齐客运段北京车队（簡体字中国語）”. 天山网. (2009年7月31日) 2015年11月10日閲覧。
5. ↑  “平凡琐细见伟大：记者"卧底"69/70次列车（簡体字中国語）”. 人民网. (2007年5月25日) 2015年11月10日閲覧。
6. ↑  “提速，世纪之交的宏伟篇章——铁路提速历程的回顾（簡体字中国語）”. 找法网. (2011年3月8日) 2015年11月10日閲覧。
7. ↑  “北京到乌鲁木齐提速8小时（簡体字中国語）”. 鳳凰網. (2011年1月8日) 2015年11月10日閲覧。
8. ↑  ““新疆旅游号”冠名乌鲁木齐南至北京旅客列车今首发（簡体字中国語）”. 人民网. (2015年2月1日) 2015年11月10日閲覧。
9. ↑  “老北京走新线（簡体字中国語）”. 天山网. (2011年2月3日) 2015年11月10日閲覧。
10. ↑  “冰点特稿：T70次列车沙尘暴惊魂记(乘务员版)（簡体字中国語）”. 新浪. (2006年4月19日) 2015年11月10日閲覧。
11. ↑  “遭沙尘暴受损的T69次列车在北京抢修后返程（簡体字中国語）”. 新浪. (2006年4月13日) 2015年11月10日閲覧。